# Glóðafeykir
Glóðafeykir är ett berg i republiken Island. Det ligger i regionen Norðurland vestra, 200 km nordost om huvudstaden Reykjavík. Toppen på Glóðafeykir är 873 meter över havet, eller 192 meter över den omgivande terrängen. Bredden vid basen är 1,2 km.
Trakten runt Glóðafeykir är nära nog obefolkad, med mindre än två invånare per kvadratkilometer. Närmaste större samhälle är Varmahlíð, nära Glóðafeykir. Trakten runt Glóðafeykir består i huvudsak av gräsmarker.